# 83360 Catalina
83360 Catalina è un asteroide della fascia principale. Scoperto nel 2001, presenta un'orbita caratterizzata da un semiasse maggiore pari a 2,6980273 UA e da un'eccentricità di 0,1947961, inclinata di 12,40155° rispetto all'eclittica.
L'asteroide è dedicato al programma di ricerca Catalina Sky Survey.